# William Houston
William Houston (Sussex, 19 luglio 1968) è un attore britannico.

## Biografia
Ha preso parte a circa 30 film nell'arco di 20 anni ed è principalmente noto per aver interpretato l'agente Clark nei film Sherlock Holmes e Sherlock Holmes - Gioco di ombre di Guy Ritchie.
Nel 2022 prende parte alla serie televisiva Mercoledì, interpretando Joseph Crackstone, il malvagio fondatore della cittadina di Jericho, fanatico religioso a capo di una setta di pellegrini.

## Filmografia

### Cinema
- The Gambler, regia di Károly Makk (1997)
- Puffball - L'occhio del diavolo (Puffball), regia di Nicolas Roeg (2007)
- Elizabeth: The Golden Age, regia di Shekhar Kapur (2007)
- Fifty Dead Men Walking, regia di Kari Skogland (2008)
- Sherlock Holmes, regia di Guy Ritchie (2009)
- Scontro tra titani (Clash of the Titans), regia di Louis Leterrier (2010)
- Age of Heroes, regia di Adrian Vitoria (2011)
- Sherlock Holmes - Gioco di ombre (Sherlock Holmes: A Game of Shadows), regia di Guy Ritchie (2011)
- Sawney: Flesh of Man, regia di Ricky Wood (2012)
- Blunt Movie, regia di Jason Bunch (2013)
- Son of God, regia di Christopher Spencer (2014)
- Dracula Untold, regia di Gary Shore (2014)
- Io danzerò (La Danseuse), regia di Stéphanie Di Giusto (2016)
- Level Up, regia di Adam Randall (2016)
- Brimstone, regia di Martin Koolhoven (2016)
- The Last Duel, regia di Ridley Scott (2021)
- Misteri dal profondo (The Gorge), regia di Scott Derrickson (2025)

### Televisione
- Normandia: passaporto per morire (Fall from Grace), regia di Waris Hussein – film TV (1994)
- Metropolitan Police (The Bill) – serie TV, episodio 12x48 (1996)
- L'Odissea, regia di Andrej Končalovskij – miniserie TV (1997)
- Henry VIII, regia di Pete Travis – miniserie TV (2003)
- Nord e sud (North & South), regia di Brian Percival – miniserie TV (2004)
- Lewis – serie TV, episodio 1x03 (2007)
- Casualty 1907, regia di Bryn Higgins – miniserie TV (2008)
- Robin Hood – serie TV, episodio 3x02 (2009)
- Casualty 1909 – serie TV, 6 episodi (2009)
- La Bibbia (The Bible), regia di Crispin Reece – miniserie TV (2013)
- Il giovane ispettore Morse (Endeavour) – serie TV, episodio 1x03 (2013)
- The Indian Doctor – serie TV, 5 episodi (2013)
- Der Beobachter, regia di Andreas Herzog – film TV (2015)
- Charlotte Link - Die letzte Spur, regia di Andreas Herzog – film TV (2017)
- Will – serie TV, 10 episodi (2017)
- The Salisbury Poisonings, regia di Saul Dibb – miniserie TV (2020)
- Mercoledì (Wednesday) – serie TV, episodi 1x03-1x08 (2022)

## Doppiatori italiani
Nelle versioni in italiano delle opere in cui ha recitato, William Houston è stato doppiato da:
- Andrea Lavagnino in Sherlock Holmes, Sherlock Holmes - Gioco di ombre
- Mario Cordova in La Bibbia, Dracula Untold
- Alberto Bognanni in Mercoledì, Misteri dal profondo
- Loris Loddi in L'Odissea
- Alessandro Rigotti in Nord e Sud
- Edoardo Nordio in Age of Heroes
- Enrico Pallini in Io danzerò
- Stefano Alessandroni in The Last Duel